# Capitán Miranda (Schiff)
Die Capitán Miranda (Kennung: ROU 20) ist ein Segelschulschiff der uruguayischen Marine, spanisch „Armada de Uruguay“. Der Heimathafen der Capitán Miranda ist Montevideo.

## Geschichte
Die Capitán Miranda wurde 1930 von der uruguayischen Marine in Auftrag gegeben und auf einer spanischen Werft in Cádiz gebaut. Sie ist nach Kapitän Francisco Prudencio Miranda (1868–1925), einem Geographen und Marineoffizier benannt. Bis 1976 war sie als hydrographisches Forschungsschiff im Einsatz. Anschließend sollte sie ausgemustert werden, wurde aber zu einem Dreimastschoner umgebaut. Am 20. Oktober 1978 wurde sie als Schulschiff neu in Dienst gestellt. Seitdem hat sie an zahlreichen Großseglerregatten teilgenommen. Die Capitan Miranda hat in ihrer Geschichte auch deutsche Häfen angesteuert.